# زبان میانجی نو
زبان میانجی نو یا لینگوا فرانکا نووا (به لاتین: Lingua Franca Nova) یک زبان میانجی جهانی و یک زبان فراساخته است که به ابتکار سی. جورج بوری از دانشگاه شیپنسبرگ پنسیلوانیا ابداع شده‌است. گنجینهٔ واژگان آن از زبان‌های رومیِ فرانسوی٬ ایتالیایی٬ پرتغالی٬ اسپانیایی٬ کاتالان، پایه‌گذاری شده‌است. دستور زبان آن به شکل بسیار ساده‌شده و شبیه به زبان‌های کرئول‌ رومی است. این زبان دارای یک مجموعه حروف برای نوشتن است که از ۲۲ حرف از دو الفبای لاتین و الفبای سیریلیک استفاده می‌کند.